# Kugenhusen
Kugenhusen ist eine mittelalterliche Wüstung bei Einbeck.
In der östlich der Stadt gelegenen Siedlung wurden keramische Produkte hergestellt. Mit den Produkten aus Kugenhusen wurde im Wesentlichen die Stadt Einbeck versorgt.
Bei einer Grabung Anfang der 1990er Jahre wurden 11 Brennöfen und 3 Tonnen Scherben freigelegt. Mittels dort gefundener Holzreste konnte eine Dendrochronologische Datierung vorgenommen werden und die Aktivitäten der Töpfereien auf den Zeitraum zwischen 1140 und 1230 eingegrenzt werden. Durch Pollenanalyse wurde festgestellt, dass die nähere Umgebung entwaldet war und landwirtschaftlich genutzt wurde.
Bei einer weiteren Grabung Ende der 2010er Jahre wurde auch eine Grube für den Rohstoff Ton ermittelt, die mit weiteren Scherben verfüllt war. Zudem wurde in der Nähe dieser hochmittelalterlichen Siedlung ein Haus eines Gehöfts aus der Eisenzeit nachgewiesen.